# 竜美南
竜美南（たつみみなみ）は、愛知県岡崎市の町名である。現行行政地名は竜美南一丁目から竜美南四丁目。

## 地理
岡崎市のやや南に位置する。主に住宅地を形成している。4個の丁目を持つが小字並びに番地は置かれていない。

### 地価
住宅地の地価は、2014年（平成26年）1月1日の公示地価によれば、竜美南2丁目6番6の地点で14万6000円/m2となっている。岡崎市内で最も地価が高い。

## 世帯数と人口
2019年（令和元年）5月1日現在の世帯数と人口は以下の通りである。
| 丁目         | 世帯数  | 人口    |
| ------------ | ------- | ------- |
| 竜美南一丁目 | 122世帯 | 307人   |
| 竜美南二丁目 | 189世帯 | 463人   |
| 竜美南三丁目 | 193世帯 | 450人   |
| 竜美南四丁目 | 471世帯 | 1,058人 |
| 計           | 975世帯 | 2,278人 |

### 人口の変遷
国勢調査による人口の推移
| 1995年（平成7年）  | 2,292人 | [ 7 ]  |  |
| 2000年（平成12年） | 2,351人 | [ 8 ]  |  |
| 2005年（平成17年） | 2,395人 | [ 9 ]  |  |
| 2010年（平成22年） | 2,290人 | [ 10 ] |  |
| 2015年（平成27年） | 2,253人 | [ 11 ] |  |

## 小・中学校の学区
市立小・中学校に通う場合、学区は以下の通りとなる。
| 丁目         | 番・番地等 | 小学校               | 中学校             |
| ------------ | ---------- | -------------------- | ------------------ |
| 竜美南一丁目 | 全域       | 岡崎市立竜美丘小学校 | 岡崎市立竜海中学校 |
| 竜美南二丁目 | 全域       | 岡崎市立竜美丘小学校 | 岡崎市立竜海中学校 |
| 竜美南三丁目 | 全域       | 岡崎市立竜美丘小学校 | 岡崎市立竜海中学校 |
| 竜美南四丁目 | 全域       | 岡崎市立竜美丘小学校 | 岡崎市立竜海中学校 |

## 歴史
額田郡明大寺村の一部を前身とする。合併や編入により、1916年には岡崎市明大寺町の一部となったが、1965年から始まる宅地開発以前は山林だった。
- 1965年 - 岡崎城（別名龍城）の巽（南東）の方角にある丘陵地帯であったことにちなみ、一帯が竜美ヶ丘と命名され、竜美ヶ丘土地区画整理組合が設立された。以後、域内の約8割が山林だった一帯が整備され、道路、公園、宅地などが設置、開発された[13]。

- 1988年（昭和63年）5月21日 - 明大寺町の一部が独立し竜美南1丁目、2丁目及び3丁目に、大西町及び明大寺町の一部が独立し竜美南4丁目にそれぞれなった[14]。明大寺町字奈良井の地名が奈良井公園などに残る。1989年、竜美ヶ丘土地区画整理組合解散[1]。

### 史跡
- 藤吾ヶ入第1号墳
- 藤吾ヶ入第2号墳
- 藤吾ヶ入第3号墳
- 藤吾ヶ入第4号墳
- 藤吾ヶ入第5号墳
- 兎ヶ入第1号墳
- 兎ヶ入第2号墳

## 施設
一丁目
- 岡崎商工会議所
- 奈良井公園
- ケンタッキーフライドチキン 竜美ヶ丘店

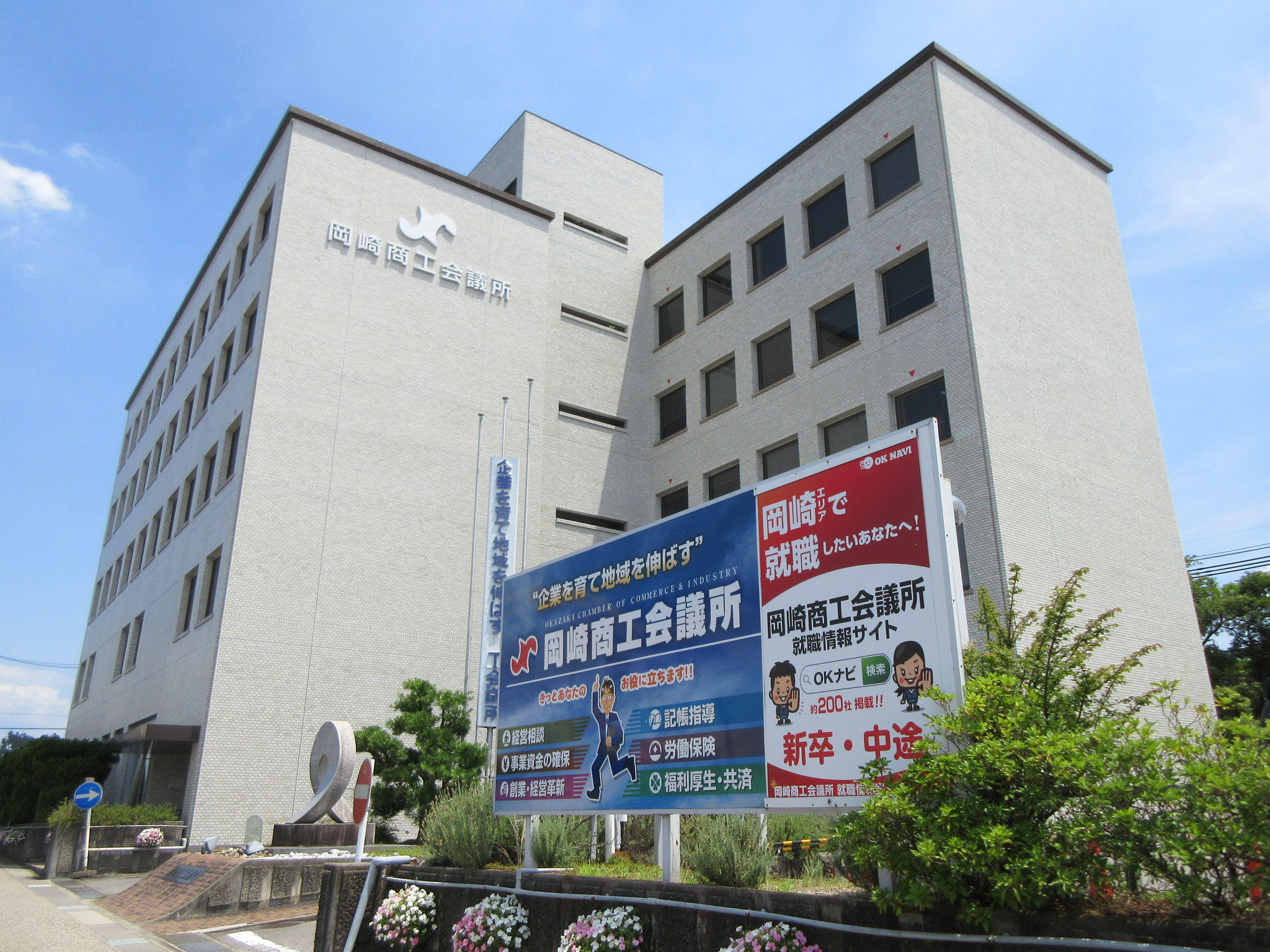
岡崎商工会議所

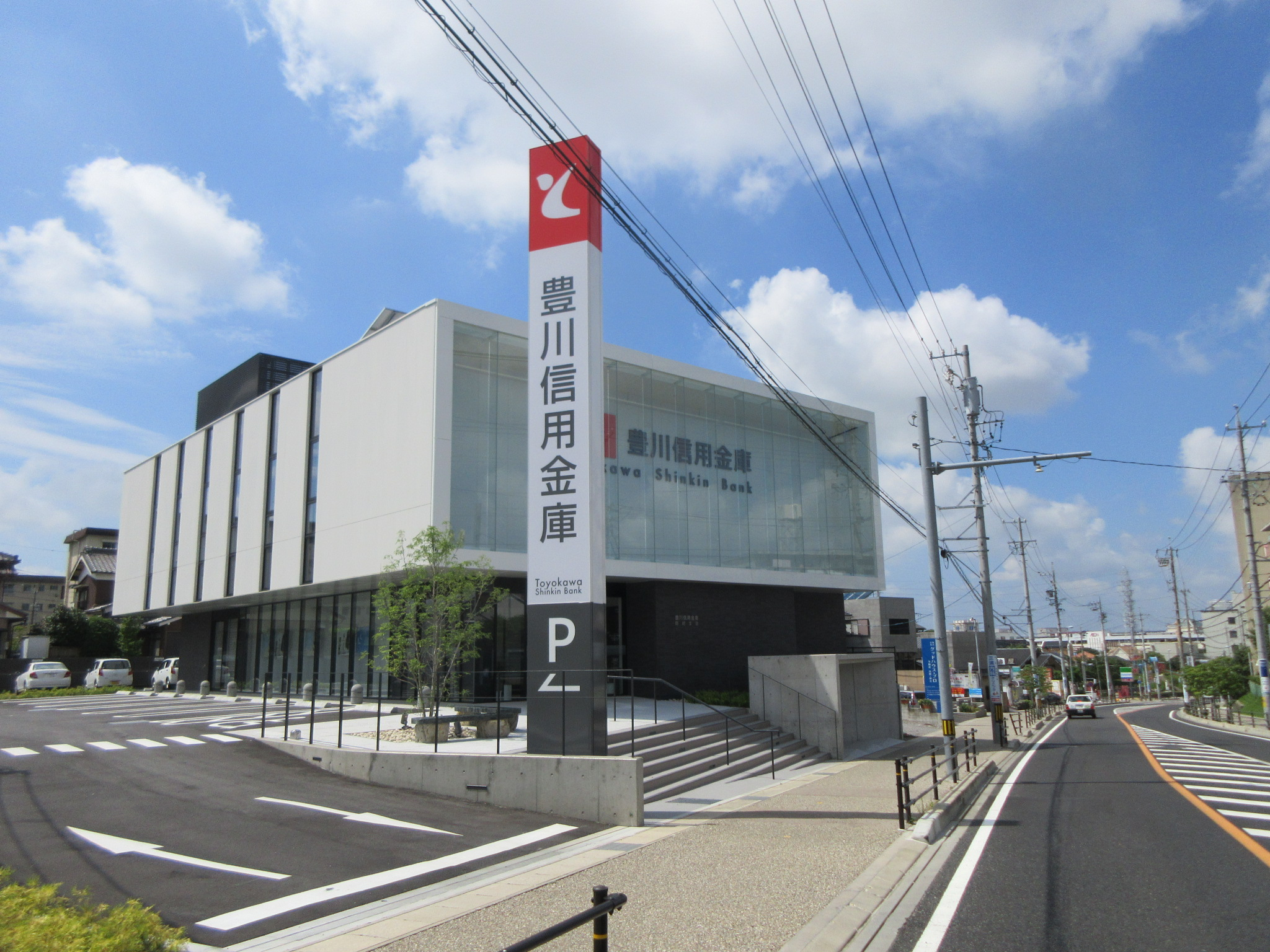
豊川信用金庫岡崎支店

- サーティワンアイスクリーム 岡崎竜美ヶ丘店
- ピザハット 竜美ヶ丘店
- ホンダドリーム岡崎
- 東海マツダ販売 竜美ヶ丘店
- 大和ハウス工業 岡崎支店住宅営業所

二丁目
- 岡崎市立奈良井保育園
- 豊川信用金庫 岡崎支店
- 自然科学研究機構 竜美ヶ丘住宅
- ファミリーマート 岡崎竜美南店
- パナソニックリビングリビングショウルーム岡崎

三丁目
- 岡崎警察署竜美ヶ丘交番
- 竜美ヶ丘南公民館
- 佐鳴予備校竜美丘校

四丁目
- ローソン岡崎竜美南店

## 交通
道路
- 都市計画道路岡崎環状線
  - 竜美丘ポプラ通り
- 竜美丘5号線
  - 会議所通り[16]

バス
- 名鉄バス岡崎南線

## その他

### 日本郵便
- 郵便番号 : 444-0874[4]（集配局：岡崎郵便局[17]）。

## 参考資料
- 「角川日本地名大辞典」編纂委員会 編『角川日本地名大辞典 23 愛知県』角川書店、1989年3月8日。ISBN 4-04-001230-5。
- 有限会社平凡社地方資料センター 編『日本歴史地名体系第23巻 愛知県の地名』平凡社、1981年。ISBN 4-582-49023-9。